# Josef Kamil Alois Böhm
Josef Kamil Alois Böhm, také jen Kamil nebo Camillo Böhm (14. prosince 1828, Pátek u Poděbrad – 26. ledna 1862, Praha) byl český sochař figuralista a portrétista v období romantismu a historismu.

## Život
Kamil Böhm se narodil na panství Rohanů v Pátku u Nymburka jako syn knížecího lesníka Václava Böhma a jeho manželky Aloisie. Vyučil se v kamenické dílně Josefa Maxe v Praze, u něhož následně studoval v sochařském ateliéru na Akademii výtvarných umění v Praze a v letech 1850–1853 pokračoval také na Akademii ve Vídni. Tam pracoval v ateliéru Hanse Gassnera, švagra malíře Josefa Führicha.
V roce 1854 si zřídil vlastní dílnu v Praze, k zakázkám mu pomohla smrt jeho učitele Josefa Maxe v roce 1855. Jako stipendista Klárovy nadace absolvoval v letech 1859–1861 studijní pobyt v Římě, při němž začal užívat italskou verzi svého jména Camillo. V Římě u něj vypukla silikóza, typická choroba zaprášených plic tehdejších kamenosochařů, pro kterou se musel vrátit domů a počátkem následujícího roku zemřel.

## Dílo

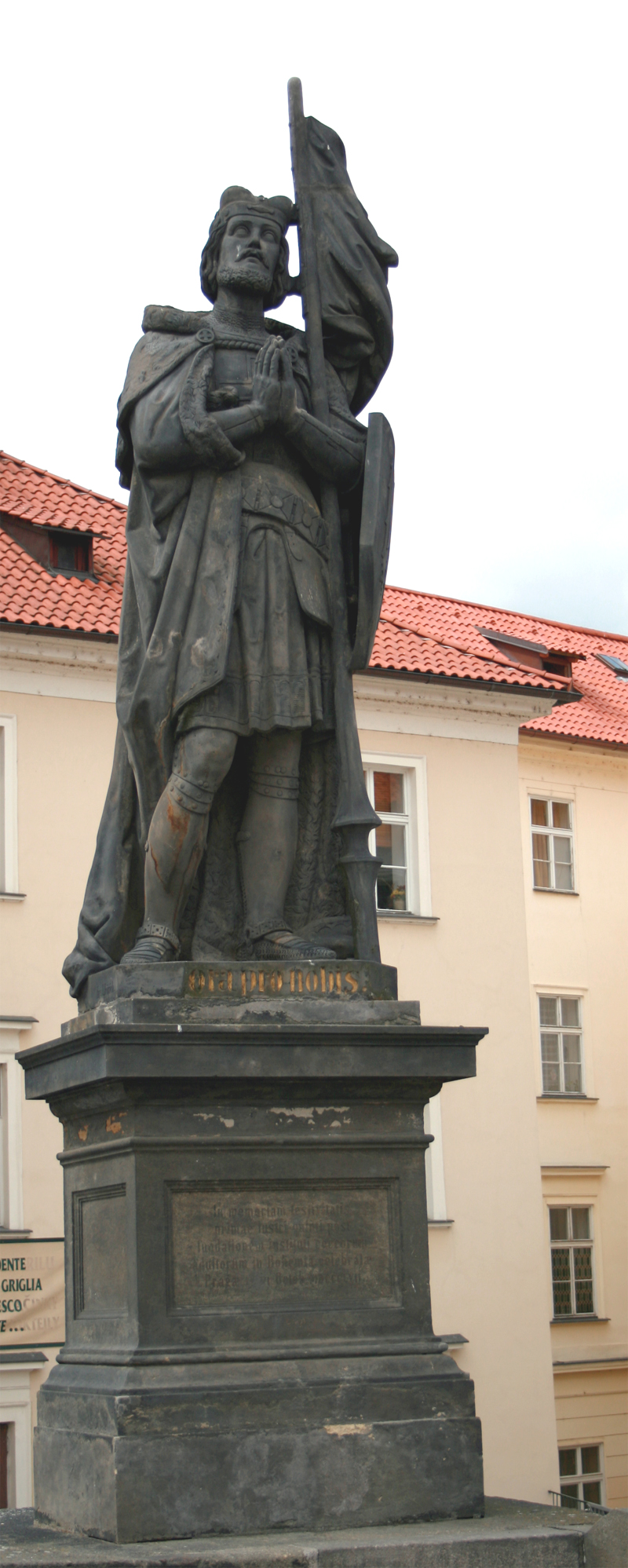
Sv. Václav, Karlův most

Böhm byl portrétním sochařem a kamenosochařem figuralistou. Je také autorem či spoluautorem pomníků. Nejdříve spolupracoval s dílnou Josefa Maxe při zhotovení Krannerovy kašny. Jeho dalším dílem je socha sv. Václava na Karlově mostě v Praze, ke které vytvořil kresebný návrh Josef Führich, ale také je příbuzná Maxovu sousoší sv. Václava, Norberta a Zikmunda z Karlova mostu. Podle dobového odsudku Vojtěcha Volavky "socha představuje ve své mátožnosti a tvrdé neživé formě nejhlubší bod, ke kterému plastická výzdoba kamenného mostu ve svém celku poklesla". Ve své době socha byla ceněna a její model kopírován. Volavka neznal většinu Böhmovy tvorby, zejména tři desítky jeho portrétních bust.

### Známá díla
- Alegorické sochy českých krajů po obvodu kašny na Pomníku českých stavů, pískovec, 1844–1846; Smetanovo nábřeží v Praze; ve spolupráci s Josefem Maxem a kameníkem Svobodou
- Čtyři sochy předků rodu Rohanů, pískovec, vestibul zámku Sychrov
- 18 bust průmyslníků pro park kolem plynárny v Karlíně v Praze
- Socha císaře Františka Josefa I., bronz v životní velikosti
- Busta pražského arcibiskupa a kardinála Arnošta Harracha
- Socha ležícího lva, městské sady Na Poříčí, Praha
- Socha mytického pěvce Záboje
- Soška Torquata Tassa
- Busta Rosiny Klárové, rozené Schönové (1778–1847), carrarský mramor, v kapli Klárova ústavu slepců v Praze
- Socha Sv. Václava, pískovec, 1857, Karlův most, Praha; podle skici Josefa Führicha; postavena na objednávku a náklady rodiny Paula Aloise Klára na památku 25 let trvání Klárova ústavu slepců
- Socha archanděla přemáhajícího ďábla, pískovec, 1857 (volná replika původní sochy, umístěné vpředu vpravo na podstavci Mariánského sloupu na Staroměstském náměstí v Praze, rozbité roku 1757); roku 1919 přemístěna ze Staroměstského náměstí do Lapidária Národního muzea, kde je vystavena dosud
- Sousoší Smrt krále Jana Lucemburského a jeho rytířů v bitvě u Kresčaku
- Busta francouzského generála Louise Lamoricièra, carrarský mramor, Řím 1861; vystavena na Světové výstavě v Londýně roku 1862[6]
- Socha Rudolfa I. Habsburského

- Ex libris ing. Maxe Müllera, Galerie výtvarného umění v Ostravě